# Robert L. Rock
Robert L. Rock (* 8. September 1927 in Alexandria, Madison County, Indiana; † 9. Januar 2013 in Fort Lauderdale, Florida) war ein US-amerikanischer Politiker. Zwischen 1965 und 1969 war er Vizegouverneur des Bundesstaates Indiana.

## Werdegang
Robert Rock absolvierte die Anderson High School und diente danach während der Endphase des Zweiten Weltkrieges im medizinischen Dienst der United States Navy in einem Marinekrankenhaus in San Diego. Anschließend studierte er an der Indiana University das Fach Wirtschaftslehre. Politisch schloss er sich der Demokratischen Partei an. Zwischen 1955 und 1965 saß er als Abgeordneter im Repräsentantenhaus von Indiana.
1964 wurde Rock an der Seite von Roger D. Branigin zum Vizegouverneur von Indiana gewählt. Dieses Amt bekleidete er zwischen dem 11. Januar 1965 und dem 13. Januar 1969. Dabei war er Stellvertreter des Gouverneurs und Vorsitzender des Staatssenats. Im Jahr 1968 kandidierte er erfolglos für das Amt des Gouverneurs. Zwischen 1972 und 1980 war er Bürgermeister der Stadt Anderson. Während dieser Zeit gründete er die städtische Behörde Housing Authority Commission und das Nahverkehrssystem (Anderson Transportation System). Er starb am 9. Januar 2013 in Fort Lauderdale.